# Rudi Gernreich
Rudolf "Rudi" Gernreich, född 8 augusti 1922 i Wien, död 21 april 1985, var en amerikansk modedesigner. Han använde medvetet design och mode som ett socialt ställningstagande för tidens jämställdhetssträvan och sexuella frigörelse i sitt arbete med att skapa kläder som följde kroppens naturliga former för att frigöra dem från det traditionella modets begränsningar.

## Biografi
Gernreich var enda barn till Siegmund Gernreich och Elisabeth Müller som bodde i Wien. Fadern som var i textilbranschen begick självmord då Gernreich var åtta år gammal. Gernreich kom tidigt i kontakt med mode via sin moster, Hedwig Müller och hennes man Oskar Jellinek, som ägde en klädbutik. Han tillbringade mycket tid i butiken, där han hjälpte till med design och fick kunskap om material. När han var 12 år gammal erbjöd en österrikisk designer, Ladislaus Zcettel, honom att bli modelärling i London efter att ha sett hans skisser, men modern ansåg att han då var för ung för att lämna hemmet.
Efter det tyska övertagandet av Österrike 1938 flydde han med sin mor till USA, eftersom de var judar. De bosatte sig i Los Angeles, där han senare studerade konst på Los Angeles City College, och gick som lärling på ett skrädderi på Seventh Avenue (Manhattan). Han studerade på Los Angeles City College åren 1938–41 och på Los Angeles Art Center School åren 1941-42.
År 1942 anslöt han sig till Lester Hortons modern dance company både som dansare och designer. Gernreich har sagt: "I never was a very good dancer... I wanted to become a choreographer, but that never happened." Han arbetade samtidigt freelance som designer och lämnade Lester Horton år 1948 då han blev försäljare för Hoffman Company. År 1949 arbetade han en kort tid i New York hos George Carmel och år 1951 hos Morris Nagel.
Han hade designat kläder i Los Angeles och New York men 1951 övertygades han av en vän från Wien, Walter Bass i Beverly Hills, som producerade avantgarde kläder, att teckna ett sjuårigt kontrakt med honom.
Han ritade kläder till Lester Horton och 1955-1959, han designade badkläder för Westwood Knitting Mills i Los Angeles, skor åt Genesco Corporation. Men år 1960 när hans kontrakt med Walter Bass avslutades grundade han sitt eget företag G.R. Designs i Los Angeles. Han ändrade namn på företaget till Rudi Gernreich Inc. år 1964 och gjorde världens första modevideo, Basic Black: William Claxton w/Peggy Moffitt, år 1966.
Under tidigt 1960-tal öppnade Gernreich ett Seventh Avenue showroom i New York där han visade egna dyra och experimentella produkter. År 1966 bröt han mot den amerikanska modeindustrins oskrivna regel att kända designers inte skulle sälja i kedjebutiker. Han började sälja genom Montgomery Ward, och hans mode visade sig vara populärt.
Gernreich hade ideella syften med sitt arbete. Han arbetade emot tidens sexualisering av människokroppen och traditionella föreställningar om att kroppen var skamlig. Han revolterade mot dåtida sociala och religiösa regler i USA. Han ville frigöra den nakna kroppen: “cure our society of its sex hang up”. Gerneich, som var homosexuell, påstod: "To me, the only respect you can give to a woman is to make her a human being. A totally emancipated woman who is totally free."
Life magazine bad honom om en vision för framtidens kläder för tidskriftens januarinummer 1970, och han skapade minimalistisk unisex-serie som kunde bäras av både män och kvinnor.

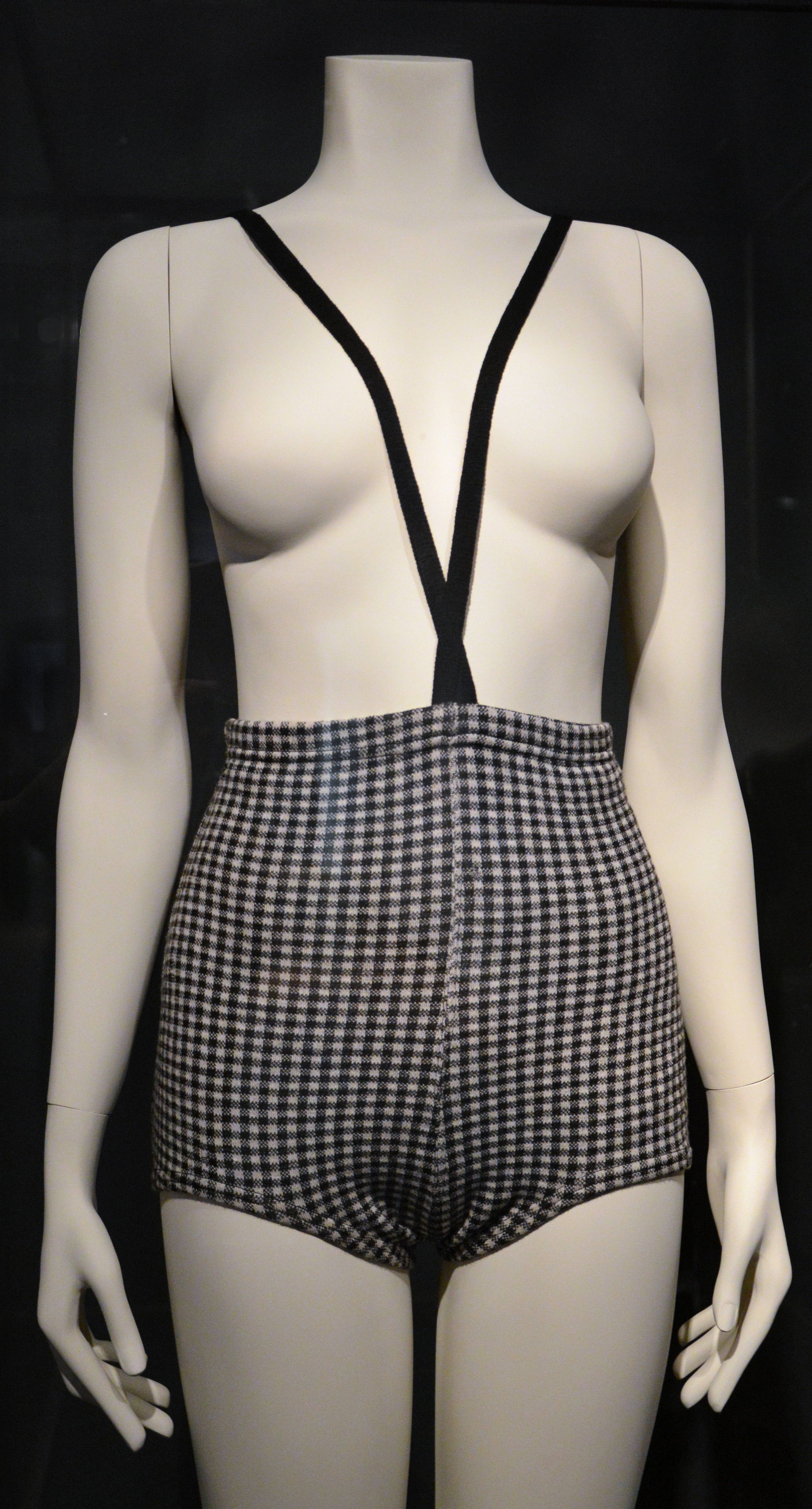
Rudi Gernreichs original monokini från 1964, en topless baddräkt

Gernreich blev känd som en avant-garde-designer som bröt regler. Som före detta dansare var han intresserad av att frigöra kroppen från begränsningen av kläder. År 1964 skapade han den första topless-baddräkten kallad "monokini", vilket fick stor uppmärksamhet. Han kom på omslaget till Time 1967 med modellen Peggy Moffitt och Leon Bing.
Han var den första som utnyttjade cutouts, vinyl och plast i kläder. 
Han mottog fyra gånger Coty American Fashion Critics Award. Han producerade vad som anses vara den första mode-videon, Basic Black: William Claxton w/ Peggy Moffitt” år 1966 och hade en lång, okonventionell, avant-garde avantgardistisk och trendsättande karriär inom modedesign.
Han skapade den första string-baddräkten, den första baddräkten utan inbyggd behå. Han förordade att hans kläder skulle bäras “braless”, och 1964 skapade han på begäran Exquisite Form, en naturligt mjuk och elastisk “No Bra”, utan sömmar", som var helt olik dåtidens hårda skulpterande spetsformade modeller. Detta blev en stor framgång och han utvecklade detta senare med flera versioner.
Gernreich hade från 1953 ett förhållande med Oreste Pucciani. Trots att han uppfattade sin läggning som uppenbar för omgivningen höll de förhållandet privat eftersom han trodde att öppenhet om homosexualitet kunde påverka hans affärsverksamhet negativt.
Gernreich drabbades av lungcancer i januari 1985 och dog den 21 april 1985.
Metropolitan Museum of Art i New York har mer än 100 verk av Gernreich i sina samlingar.